# 赤星統家
赤星 統家（あかほし むねいえ）は、戦国時代から江戸時代初期にかけての武将。

## 出自
赤星氏は、菊池氏の一族で、菊池武房の弟・赤星有隆を祖とする。隈部氏、城氏と共に菊池氏の三家老家の一つで、肥後国の有力な国人領主であった。

## 略歴
享禄3年（1530年）、赤星親家の子として誕生。父・親家と近隣の強大勢力である大友義統から1字ずつ取って統家と名乗る。
父・親家の死後、隈府城主となる。
天正7年（1579年）、龍造寺隆信に命じられた鍋島直茂が、統家を味方に引き入れるべく甲斐外記と下村生運という者を差遣。これに説得された統家は男子の新六郎を人質に出して、龍造寺氏へ従属した。新六郎は鰡江の無量寺へ預けられ、後に柳川に置かれたともされる。
天正11年（1583年）蒲池鎮漣の舅であった統家が、龍造寺による鎮漣謀殺後に恨みを抱いていると風聞が生じる。隆信は離反した田尻鑑種征伐の最中で柳川に滞陣していたのであるが、成松信勝と木下昌直を赤星の元へ使いに出し柳川へ連れて来るよう命じる。しかし統家は、龍造寺氏からの参陣要請に2度も応じなかった（1度目の理由は不明。2度目は近隣の山へ猪狩りに出ており使者に逢うことが叶わなかったと『北肥戦誌』にある）。激昂した隆信は、統家の妻を連れて来いと両人に命じ、再び赤星の元へ参じたが統家はまだ戻っておらず、両人は妻へ配慮して、代わりに8歳になる娘を連れて帰った。それでも隆信の怒りは収まらず、差し出していた人質の新六郎14歳と8歳の娘の兄妹を筑後と肥後の境にある竹ノ原へと引っ立てて処刑した。これを大いに恨んだ統家は、反龍造寺の旗色を鮮明にして、島津氏の幕下に入り、翌天正12年（1584年）の沖田畷の戦いでは先鋒を務めた。島津家久の陣に赤装束に縄襷（なわだすき）という出で立ちで、50人の兵と共に参加している。
しかし、以後も島津氏と共に行動したことが原因で、豊臣秀吉の九州平定の後に所領を没収され、最後は阿波国で死去した。
なお、統家の娘は筑後国柳川城の蒲池鎮漣の正室であり、朽網鑑房の室となった蒲池徳子の母親とされる。また、加藤清正に仕えた赤星親武は統家の子とされる。

## 系譜
- 父：赤星親家
- 母：不詳
- 室：不詳
- 生母不明の子女
  - 男子：新六郎（1570-1583） - 親高?
  - 男子：赤星親武（?-1615）
  - 女子：蒲池鎮漣正室
  - 女子